# كاثرين لانج
كاثرين لانج (بالإنجليزية: Katherine Kelly Lang)‏ (و. 1961 – م) هي ممثلة، وعارضة، وممثلة تلفزيونية، من الولايات المتحدة الأمريكية، ولدت في هوليوود، كاليفورنيا.

## وصلات خارجية
- كاثرين لانج على موقع IMDb (الإنجليزية)
- كاثرين لانج على موقع ألو سيني (الفرنسية)
- كاثرين لانج على موقع أول موفي (الإنجليزية)
- كاثرين لانج على موقع قاعدة بيانات الأفلام السويدية (السويدية)
- كاثرين لانج على موقع إن إن دي بي (الإنجليزية)
- كاثرين لانج على موقع قاعدة بيانات الفيلم (الإنجليزية)
- كاثرين لانج على موقع كينوبويسك (الروسية)